# Euthryptochloa
Euthryptochloa Cope é um género botânico pertencente à família Poaceae, subfamília Pooideae, tribo Aveneae.
O gênero apresenta uma única espécie e é nativa da China.

## Espécie
- Euthryptochloa longiligulata Cope